# Euphyia luctuosaria
Euphyia luctuosaria är en fjärilsart som beskrevs av Charles Oberthür 1880. Euphyia luctuosaria ingår i släktet Euphyia och familjen mätare. Inga underarter finns listade i Catalogue of Life.